# Burlington (Nueva York)
Burlington es un pueblo ubicado en el condado de Otsego en el estado estadounidense de Nueva York. En el año 2000 tenía una población de 1085 habitantes y una densidad poblacional de 9 personas por km².

## Geografía
Burlington se encuentra ubicado en las coordenadas 42°43′42″N 75°8′29″O / 42.72833, -75.14139.

## Demografía
Según la Oficina del Censo en 2000 los ingresos medios por hogar en la localidad eran de $36,823 y los ingresos medios por familia eran $42,500. Los hombres tenían unos ingresos medios de $28,000 frente a los $20,667 para las mujeres. La renta per cápita para la localidad era de $15,184. Alrededor del 11.8% de la población estaban por debajo del umbral de pobreza.